# Джемал Маловчич
Джемал Маловчич (на бошняшки: Džemal Malovčić) е босненски народен певец, по-малък брат на Кемал Маловчич.

## Биография
Роден е през 1947 г. в Сански мост, Югославия. Той дава голяма подкрепа на Кемал Маловчич в началото на кариерата му на 17 години.
Умира през 1992 г. във Виена от диабет.

## Дискография
Издава следните албуми:
- Neverstvo prijatelja (1974)
- Što prolazi ne vraća se (1975)
- Kuda lutaš gde si sada (1976)
- Što si tužno srce moje (1977)
- Vraćam plaćam dug prošlosti (1981)
- Javi mi se, adresa je stara (1984)